# 范朴斋

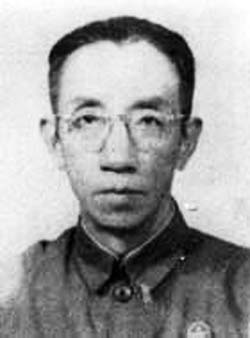
范朴斋

范朴斋（1895年—1970年），四川成都人，中国民主革命家，中华民国政府官员，中国民主同盟中央委员。

## 生平

### 早年生涯
1895年，范朴斋生于四川成都，自幼奉祖父范蕊生之命随吴虞（吴又陵）读书。范朴斋在《吴又陵先生事略》中称：“余在鬏龄之年，先大父蕊生公命束修奉挚从吴先生又陵学为诗古文辞。”范、吴两家为世交，范蕊生常常为吴虞的家人看病，吴虞也曾为范蕊生所著的《圆明语》一书作序。
范朴斋早年曾为中国同盟会会员。中华民国时期，历任川军13师参赞，川军20军驻南京办事处处长，甘肃省民政厅主任秘书。1930年代中期，范朴斋由甘肃省政府秘书长调任平凉专员时，在平凉结识了西北剿匪副司令张学良。二人一见如故。1936年西安事变发生后，范朴斋因奔走营救张学良而被免官入狱。获释后，被时任国民政府军事委员会委员长成都行辕主任的张群任命为成都行辕高级参议。后来张群任四川省政府主席，范朴斋又被张群任命为四川省政府编译室主任。

### 参加民盟

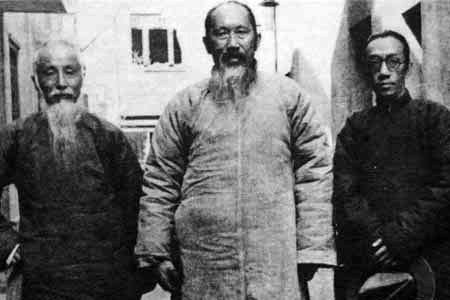
1946年12月，张澜（中）到上海参加民盟一届二中全会时与鲜特生（左）、范朴斋（右）留影。

范朴斋积极支持“中间路线”，后来弃官加入民盟，长期任民盟中央主席张澜的秘书及文件起草人，起草了许多民盟的重要文电，故被称作“民盟一支笔”。范朴斋十分敬重张澜，张澜也在工作上很倚重范朴斋。1947年，范朴斋在上海《人物杂志》发表了《我所认识的张澜先生》一文，赞扬张澜品德高尚。
范朴斋留下的1944年12月1日至1949年7月7日的日记，详细记录了其先后在重庆、成都等地的活动，及民主人士在该时期的活动。比如1947年10月，国民政府解散民盟前后，民盟领导人主张可接受政府下令解散，而不自行解散。范朴斋日记记载称：“漱溟有信略称：‘现形势环境说，我们无可为，按内部说亦不能有所为。但我们不能自行解散，我们暂时休息，毋宁说是求之不得的事。将来有需要我们时，我们再度出来，仍将是整个的。’表老亦以此说为然。”

### 营救同志
1949年元旦，蒋介石宣布下野。蒋介石特派心腹张群赴重庆主持西南军政。张澜和张群是四川同乡，素有来往。张澜和其他民盟领导人商议后，决定利用该机会营救一批被捕关在监狱的民盟盟员。负责此次营救的是民盟中央委员范朴斋，曾参加该营救行动的冯克熙回忆：“主其事者，是张表老；具体奔走者，是范朴斋先生；积极襄赞者，是鲜特生、梁漱溟、潘大逵、胡克林先生。” 范朴斋因与张群关系较好，所以担负了此次营救任务。
范朴斋同梁漱溟等人商定，趁机尽量争取将所有被捕的人全都营救出狱。不仅是被捕的民盟盟员，即便是中国共产党党员和其他民主人士，只要知道姓名的一律要求释放。1949年3月21日，范朴斋在日记中写道：“午后六时岳军约谈……听谈均浮泛，已窥之有颓然之意。对释放同仁事，予未有表示，倒是他先说，已决定要放。他要我开个名单给他，我只答应开前年（1947年）六一成渝被捕者的名单，且以私人开给他，这是尊重狱中同人之意也。” 
1949年3月28日，范朴斋开列的营救名单被送至重庆绥靖公署第二处处长徐远举处。徐远举认为该名单中许多都是中国共产党党员，所以不能释放。为赶在国共北平和谈前营救出被捕人员，次日，范朴斋、梁漱溟再度面见张群、徐远举，范朴斋当着张群的面向徐远举发火称：“关押了多少人你们清楚，却出难题要我们开列名单，现在开了名单又节外生枝，名单是我们开的，我们负责，放人不放人，权在你们！”梁漱溟也称：“要和谈就该表现诚意，释放政治犯是和谈的前提，只要是政治犯均应一律释放。”张群答称“再斟酌，再斟酌”。经范朴斋等人努力，李康、唐弘仁等28位民盟盟员及中国共产党党员在4月1日前全部获释。
《书屋》2003年第11期刊登了署名“孙曙”的文章《是“见到的”还是编造的——评杨益言〈我见到的“中美合作所”〉》，介绍了民盟此次营救活动的经过：
实际情况是怎样呢？1949年初，因蒋介石下野，李宗仁就任代总统，4月国、共在北平进行和谈，在这样的大背景下，由西南军政长官公署二处关押的一部分政治犯获得了释放。其中，许多是通过中共地下组织的活动，由民盟出面，以民盟盟员名义（有的政治犯既是共产党员又是民盟盟员）保释出狱的。先是由民盟中央主席张澜向被派到四川主持西南军政的张群提出释放民盟盟员的要求，张群同意后，3月21日，由民盟中央委员范朴斋等向张群提出了释放1947年“六一”大逮捕被捕的成、渝等地民盟盟员三十七人名单。3月底（赶在4月1日国、共和谈在北平开始之前），分批释放了21人，他们是：田一平、李康、舒军、唐弘仁、龙圣夫、张真民、颜士奇、张明泛、仲秋元、周世楷、屈楚、罗克汀、王颖冰、孙文石、刘慕宇、张大昌、余阳明、唐珍润、蓝国农、何舒杰、熊鸿嘉。除去这21人之外，在国、共和谈前后，还通过中共地下组织的大力营救，以多种方式，让牛筱吾、皮晓云、李玉钿、管植成、胡春浦、张坤碧等政治犯陆续获得了释放。

### 出任参事与上书
中华人民共和国成立后，1949年10月28日，第3次政务会议任命范朴斋（时为民盟中央委员）为政务院参事。他还历任西南军政委员会文教委员，四川省人大代表，四川省政协委员，民盟中央委员。1956年2月8日，第24次国务院全体会议任命范朴斋为国务院参事。
1956年，根据“百花齐放，百家争鸣”方针，范朴斋等18位国务院参事联名向国务院总理周恩来汇报工作，直接指出中共的统战工作发生偏差：
我们的意见是：切实检查统战工作的作风，纠正偏差；同非党人士接触应方式多样，深入实际，个别访问谈心容易听到尽情尽意的真话，而不是在台面上的“官腔”；多在行动及事实上予人以鼓舞以开新风；真正展开批评与自我批评，多听意见，有错认错。
该报告希望中共及时解决上述问题，消除有关人士的顾虑。此即所谓“十八参事上书”。
根据18位国务院参事的意见，中共中央及国务院在全中国的范围内对中共的内外关系进行了全面检查，国务院着手提高参事的政治及生活待遇。国务院全体会议召开时，允许参事室派出三位代表列席会议，允许国务院参事列席中国人民政治协商会议全国委员会全体会议，允许国务院参事轮流参加人民政府举办部分大型招待宴会。1956年中华人民共和国国庆节，全体国务院参事应邀登上天安门城楼，和毛泽东、周恩来等党和国家领导人共同参加国庆观礼。

### 打成右派
1957年反右运动中，范朴斋被打成“右派”。1958年1月17日，范朴斋因被划为右派，被国务院免去国务院参事职务。后来，1958年，范朴斋被任命为四川省人民政府参事。
文化大革命爆发后，范朴斋先被关押，直到1970年因严重胃溃疡发生大出血，方才紧急通知家属“保外就医”，但已太晚。范朴斋回家第三天便病逝，享年75岁。
1980年代，范朴斋的右派问题获得改正。